# Membribe de la Sierra (kommunhuvudort)
Membribe de la Sierra är en kommunhuvudort i Spanien.   Den ligger i provinsen Provincia de Salamanca och regionen Kastilien och Leon, i den centrala delen av landet, 180 km väster om huvudstaden Madrid. Membribe de la Sierra ligger 1 027 meter över havet och antalet invånare är 109.
Terrängen runt Membribe de la Sierra är platt söderut, men norrut är den kuperad. Membribe de la Sierra ligger uppe på en höjd. Runt Membribe de la Sierra är det glesbefolkat, med 13 invånare per kvadratkilometer. Närmaste större samhälle är Guijuelo, 18,7 km sydost om Membribe de la Sierra. Trakten runt Membribe de la Sierra består i huvudsak av gräsmarker.